# Leon Schlesinger
Leon Schlesinger (Filadelfia, 20 maggio 1884 – Los Angeles, 25 dicembre 1949) è stato un produttore cinematografico e animatore statunitense.
Ha collaborato maggiormente con la Warner Bros., nella creazione delle Merrie Melodies, ed è stato produttore di più di 400 cortometraggi animati.